# Martin Fruwein
Martin Fruwein (ur. w Kowarach, zm. 7 czerwca 1621 w Pradze) – jedna z czołowych postaci czeskiego powstania stanowego przeciwko Habsburgom. Od roku 1619 w stanie rycerskim z predykatem z Podolí (von Podoli)
W 1597 roku osiedlił się w Pradze. Był członkiem Jednoty braci czeskich.